# Белозерск (городское поселение)
Город Белозерск — муниципальное образование со статусом городского поселения в Белозерском районе Вологодской области России.
Административный центр — город Белозерск.

## География
Городское поселение расположено на востоке района, на южном берегу Белого озера. Граничит на западе с Куностьским, на востоке с Глушковским сельскими поселениями.

## История
Городское поселение было образовано к 1 января 2006 года в соответствии с законом от 6 декабря 2004 года и включило в свой состав, кроме самого города, части территории Глушковского и Куностьского сельсоветов.

## Население
| 2011   | 2012    | 2013  | 2014  | 2015  | 2016  | 2017  |
| ------ | ------- | ----- | ----- | ----- | ----- | ----- |
| 10 093 | ↘10 050 | ↘9980 | ↘9862 | ↘9641 | ↘9525 | ↘9369 |
| 2018   | 2019    | 2020  | 2021  |       |       |       |
| ↘9236  | ↘9105   | ↘9011 | ↘8784 |       |       |       |

По данным переписи 2010 года, население муниципального образования — 10 147 человек, в том числе в Белозерске проживает 9616 человек, в сельских населённых пунктах — 531 человек.

## Состав городского поселения
| № | Населённый пункт | Тип населённого пункта        | Население |
| - | ---------------- | ----------------------------- | --------- |
| 1 | Белозерск        | город, административный центр | ↘8183     |
| 2 | Карголом         | хутор                         | 0         |
| 3 | Маслово          | деревня                       | 11        |
| 4 | Маэкса           | село                          | 394       |
| 5 | Передовик        | местечко                      | 27        |
| 6 | Силькино         | деревня                       | 0         |
| 7 | Ямская           | деревня                       | 103       |

## Муниципалитет и местное самоуправление

МО город Белозерск на карте района

Совет города — представительный орган муниципального образования. Состоит из 15 депутатов, избираемых по мажоритарной система в 5 трёхмандатных избирательных округах сроком на пять лет.
- Глава города избирается из числа депутатов тайным голосованием на срок полномочий Совета депутатов и является также председателем Совета депутатов. Глава города является высшим должностным лицом муниципального образования «Город Белозерск».

5 марта 2017 года состоялись досрочные выборы депутатов Совета города, назначенные в связи с решением о самороспуске этого органа. 15 марта 2017 года депутаты избрали главой города Евгения Шашкина («Единая Россия»). Одновременно с избранием он был делегирован в состав Представительного собрания Белозерского района (18 человек, состоит из глав и депутатов Советов поселений района, по 3 человека от каждого из 6 поселении). 17 марта члены Представительного собрания района избрали Шашкина главой района (глава Белозерского района избирается из 18 членов Представительного собрания). При этом он сохранил должность главы города Белозерск.
Администрация города – исполнительно-распорядительный орган. Формируется главой администрации города и является постоянно действующим органом местного самоуправления без установленного срока полномочий. Глава администрации города отбирается в ходе конкурса, который проводит Советом депутатов. Кандидатов отбирает конкурсная комиссия. С отобранным кандидатом глава города заключает контракт на срок 5 лет.